# Marko Dmitrović
Marko Dmitrović (ur. 24 stycznia 1992 w Suboticy) – serbski piłkarz występujący na pozycji bramkarza w FC Sevilli.

## Kariera reprezentacyjna
14 listopada 2017 zadebiutował w reprezentacji Serbii w zremisowanym 1:1 meczu z Koreą Południową.

## Statystyki

### Klubowe
(aktualne na dzień 21 stycznia 2024)
| Klub               | Sezon              | Liga                | Liga  | Liga   | Puchar Kraju | Puchar Kraju | Europa | Europa | Inne  | Inne   | Suma  | Suma   |
| Klub               | Sezon              | Liga                | Mecze | Bramki | Mecze        | Bramki       | Mecze  | Bramki | Mecze | Bramki | Mecze | Bramki |
| ------------------ | ------------------ | ------------------- | ----- | ------ | ------------ | ------------ | ------ | ------ | ----- | ------ | ----- | ------ |
| Újpest             | 2013/14            | Nemzeti Bajnokság I | 12    | 0      | 1            | 0            | 0      | 0      | –     | –      | 13    | 0      |
| Újpest             | 2014/15            | Nemzeti Bajnokság I | 0     | 0      | 1            | 0            | 0      | 0      | –     | –      | 5     | 0      |
| Újpest             | Ogólnie            | Ogólnie             | 12    | 0      | 6            | 0            | 0      | 0      | 0     | 0      | 5     | 0      |
| Charlton Athletic  | 2014/15            | Championship        | 5     | 0      | 0            | 0            | –      | –      | –     | –      | 5     | 0      |
| Charlton Athletic  | 2015/16            | Championship        | 0     | 0      | 0            | 0            | –      | –      | –     | –      | 0     | 0      |
| Charlton Athletic  | Ogólnie            | Ogólnie             | 5     | 0      | 0            | 0            | 0      | 0      | 0     | 0      | 5     | 0      |
| Alcorcón           | 2015/16            | Segunda Division    | 38    | 0      | 0            | 0            | –      | –      | –     | –      | 38    | 0      |
| Alcorcón           | 2016/17            | Segunda Division    | 41    | 0      | 1            | 0            | –      | –      | –     | –      | 42    | 0      |
| Alcorcón           | Ogólnie            | Ogólnie             | 79    | 0      | 1            | 0            | 0      | 0      | 0     | 0      | 80    | 0      |
| Eibar              | 2017/18            | Primera Division    | 36    | 0      | 1            | 0            | –      | –      | –     | –      | 37    | 0      |
| Eibar              | 2018/19            | Primera Division    | 24    | 0      | 0            | 0            | –      | –      | –     | –      | 24    | 0      |
| Eibar              | 2019/20            | Primera Division    | 35    | 0      | 0            | 0            | –      | –      | –     | –      | 35    | 0      |
| Eibar              | 2020/21            | Primera Division    | 35    | 1      | 0            | 0            | –      | –      | –     | –      | 35    | 1      |
| Eibar              | Ogólnie            | Ogólnie             | 130   | 1      | 1            | 0            | 0      | 0      | 0     | 0      |       |        |
| Sevilla            | 2021/22            | Primera Division    | 6     | 0      | 3            | 0            | –      | –      | –     | –      | 9     | 0      |
| Sevilla            | 2022/23            | Primera Division    | 15    | 0      | 5            | 0            | 5      | 0      | –     | –      | 25    | 0      |
| Sevilla            | 2023/24            | Primera Division    | 13    | 0      | 2            | 0            | 4      | 0      | –     | –      | 19    | 0      |
| Sevilla            | Ogólnie            | Ogólnie             | 34    | 0      | 10           | 0            | 9      | 0      | 0     | 0      | 53    | 0      |
| Ogólnie w karierze | Ogólnie w karierze | Ogólnie w karierze  | 260   | 1      | 18           | 0            | 9      | 0      | 0     | 0      | 287   | 1      |

### Reprezentacyjne
(aktualne na dzień 23 czerwca 2022)
| Reprezentacja | Rok     | Występy | Gole |
| ------------- | ------- | ------- | ---- |
| Serbia        | 2017    | 1       | 0    |
| Serbia        | 2018    | 4       | 0    |
| Serbia        | 2019    | 8       | 0    |
| Serbia        | 2020    | 3       | 0    |
| Serbia        | 2021    | 2       | 0    |
| Serbia        | 2022    | 1       | 0    |
| Ogólnie       | Ogólnie | 19      | 0    |